# Ferdinand August von Spiegel
Ferdinand August von Spiegel zum Desenberg und Canstein (Castello di Canstein, presso Marsberg, 25 dicembre 1764 – Colonia, 2 agosto 1835) fu dal 1801 al 1803 governatore del Vescovato di Colonia e arcivescovo di Colonia dal 1824 sino alla sua morte.

## Biografia
Ferdinand August proveniva dall'antica e prestigiosa famiglia nobile degli Spiegel di Desenberg. Era figlio di Theodor Hermann von Spiegel di Desenberg e di sua moglie, Adolphine Franziska von Landsberg zu Erwitte. Un altro fratello di Ferdinand August, Franz Wilhelm von Spiegel, sarà ministro a Colonia nel XVIII secolo.
Dalla morte della madre nel 1777 e da quella del padre nel 1779, Ferdinand August venne cresciuto con i suoi fratelli dal fratello maggiore Maximilian che lo indirizzò al Collegio-convitto dell'abbazia di Fulda, nel quale fu dal 1783 e dove ebbe modo di studiare teologia, filosofia e diritto. Dal 1783 al 1785 studiò al fine di conseguire la laurea in diritto pubblico e privato a Münster. Nel maggio 1783 ricevette la tonsura. A partire dal 1788 ottenne anche di essere compreso nel numero dei canonici delle cattedrali di Osnabrück e Hildesheim. Suo zio, in particolare, che era a capo del capitolo di Münster, gli fornì numerose raccomandazioni, secondo le convenzioni dell'epoca. Alla morte di quest'ultimo, il 17 novembre 1793 ottenne di essere nominato a quella carica e il 25 novembre dello stesso anno divenne suddiacono.
Nel 1790 l'arcivescovo di Colonia Massimiliano d'Asburgo-Lorena, ottenne in unione personale anche il vescovato di Münster, su protezione imperiale del fratello, l'imperatore Leopoldo II, ricevendone la nomina a Francoforte sul Meno. Nel 1796, Ferdinand August, ottenne di essere ammesso a questo canonicato.

### La tormentata elezione
Nell'estate del 1794 le truppe francesi invasero il vescovato di Münster e il capitolo fu soppresso. Il 25 luglio 1796 divenne vescovo ausiliare Kaspar Max Droste zu Vischering, il capo dei diaconi. A Würdigung, il 29 luglio 1799, Ferdinand August venne nominato decano della cattedrale. In seguito divenne vicario generale dell'arcivescovo Massimiliano d'Asburgo-Lorena. Il 6 dicembre 1799 fu a capo del Decanato della cattedrale di Colonia.
Godendo del favore del capitolo fu dalla morte di Massimiliano Francesco, nel 1801, al 1803 governatore del vescovato in vece di un arcivescovo che però non venne mai confermato (l'elezione ad arcivescovo di Antonio Vittorio d'Asburgo-Lorena non ebbe effetto per ragioni politiche e lui stesso dovette rinunciarvi), dal momento che nel 1803 l'area venne compresa nell'Impero francese e solo successivamente alla caduta di Napoleone la Germania poté tornare indipendente.
Il 3 agosto 1802 le truppe prussiane raggiunsero Münster nel tentativo vano di difendere la città, fatto che poi costrinse nel febbraio del 1803 il capitolo della cattedrale a rifugiarsi a Berlino. Von Spiegel, che deteneva ancora il comando del decanato, decise di aderire alla coalizione antifrancese garantendo il proprio supporto alla Prussia ed agli altri stati tedeschi occupati. Nel tentativo di accaparrarsi l'influenza ed il favore di Von Spiegel, il 14 aprile 1813 Napoleone offrì a Von Spiegel il Vescovato di Münster. Nel frattempo, data la situazione di disagio, il Papa aveva posto a capo del capitolo Clemens August Droste zu Vischering, entrato ora in aperta competizione con Von Spiegel.
Alla caduta di Napoleone la Prussia tentò di ripristinare i confini dell'arcivescovato di Colonia, unendovi nel 1815 anche una certa autorità su quello di Münster. Nel frattempo, per il profondo impegno dimostrato nella coalizione antifrancese, il re Federico Guglielmo III di Prussia conferì a Von Spiegel, il 17 gennaio 1816 il titolo di conte.
Pio VII, d'altro canto, non riuscì a rimediare alla situazione creatasi anche dopo il crollo dell'impero napoleonico e il conflitto sulla cattedra di Colonia rimase attivo anche durante gli anni del Congresso di Vienna ed i primi della restaurazione. Alla fine, il suo successore, Leone XII, il 20 dicembre 1824 elesse Von Spiegel ad arcivescovo di Colonia, ponendo fine ad una delle più lunghe sedi vacanti della storia dell'arcidiocesi.

### Episcopato
Spiegel fece ufficialmente il suo ingresso alla cattedrale di Colonia il 21 aprile 1825, e l'11 giugno dello stesso anno nominò, Josef von Hommer, già arcivescovo di Treviri, quale vescovo ausiliare della chiesa di Santa Maria a Colonia. I suoi screzi con le confessioni non cristiane, ad ogni modo, resero il suo operato più complesso e portarono, nel 1834, alla cosiddetta Convenzione di Berlino, sui temi dei sacramenti e della confessione.
Con l'intento di supportare la politica di papa Gregorio XVI si impose come figura di spicco anche in Prussia dove la Chiesa cattolica era una minoranza. Von Spiegel morì il 2 agosto 1835 a Colonia e venne sepolto nella cripta del duomo della città.

## Genealogia episcopale e successione apostolica
La genealogia episcopale è:
- Vescovo Johannes Wolfgang von Bodman
- Vescovo Marquard Rudolf von Rodt
- Vescovo Alessandro Sigismondo di Palatinato-Neuburg
- Vescovo Johann Jakob von Mayr
- Vescovo Giuseppe Ignazio Filippo d'Assia-Darmstadt
- Arcivescovo Clemente Venceslao di Sassonia
- Arcivescovo Massimiliano d'Asburgo-Lorena
- Vescovo Kaspar Max Droste zu Vischering
- Vescovo Josef Ludwig Alois von Hommer
- Arcivescovo Ferdinand August von Spiegel zum Desenberg und Canstein

La successione apostolica è:
- Vescovo Karl Adalbert von Beyer, O.Praem. (1827)
- Arcivescovo Bernhard Boll, O.Cist. (1827)